# レオンチェフの逆説

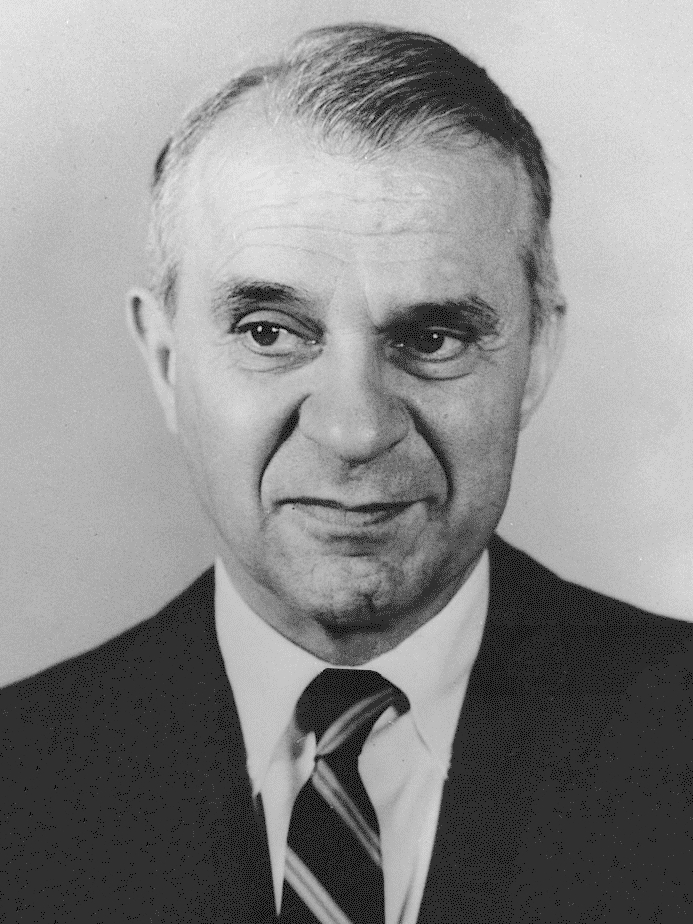
ワシリー・レオンチェフ レオンチェフの逆説を発見した。

レオンチェフの逆説（れおんちぇふのぎゃくせつ、あるいはレオンチェフのパラドックス、英: Leontief paradox）は、理論的には資本豊富国は資本集約的な財を輸出して労働集約的な財を輸入するはずであるが、ワシリー・レオンチェフが1947年のデータを観察したところ、資本豊富国であるはずのアメリカが労働集約的な財を輸出して資本集約的な財を輸入していたという逆説的な事実のこと。

## 概要
経済学者ワシリー・レオンチェフはヘクシャー＝オリーン・モデルの実証的妥当性を検証するために、1947年のアメリカの輸出財と輸入財に含まれる生産要素の含有量（factor content of trade）を調べた。すると、「輸入財に含まれる資本」を「輸入財に含まれる労働」で割った輸入財の資本労働比率の方が、輸出財の資本労働比率よりも高かった。

## 測定
- ロバート・ボールドウィンは1962年のデータを調べて、アメリカの輸入財が輸出財よりも27%資本集約的であることを示した[4]。
  - 輸入財の資本労働比率は約18,000ドルで、同じようにして計算した輸出財の資本労働比率は約14,000ドルであり、輸入財の方が輸出財よりも資本集約的であることがわかった。
- エドワード・リーマー（英語版）は、実質為替レートの影響を考えると、同一額の輸出財と輸入財の要素投入量を調べるというレオンチェフの手法は不正確な計測結果をもたらす可能性があることを指摘した。しかし、実質為替レートを考慮した推定をしても尚、ボールドウィンが使った1962年のデータにおいてレオンチェフの逆説が観察されると述べている[5][6]。
- エルハナン・ヘルプマンは、1999年のサーベイ論文において、アメリカの輸出入データではレオンチェフの逆説が（当時も）観察されるが、アメリカ以外の貿易データはヘクシャー＝オリーン・モデルの予測と整合的であると述べている[7]。
- ディーキン大学と香港城市大学の経済学者は、国によって要素価格比率が異なることを許容して輸出入財への要素投入量を測定し、アメリカのレオンチェフの逆説の程度がやや小さくなること、発展途上国においても逆説が観察される国があることを示している[8]。
- トロント大学のダニエル・トレフラー（英語版）は、各国の生産要素の生産性を考慮した要素賦存量（実質要素賦存量, effective factor endowment）を計算し、アメリカの労働者の生産性が高いことを考慮すると、レオンチェフの逆説は起こらないことを示している[9]。

## 逆説に対するその他の説明
- アメリカの労働者は教育水準が高く人的資本の賦存量が多国よりも多いため、アメリカの輸出財は人的資本集約的であり、人的資本が考慮されていないためアメリカの輸出財が労働集約的になってしまった。
- リンダー仮説が示唆する需要構造の近似から発生する貿易、新貿易理論が示唆する規模の経済や消費者のバラエティ選好によって発生する貿易などあり、貿易パターンは様々な要因で起こるため、要素賦存量の貿易への影響のみを抽出するのは困難である。
- 国家間の技術の差異と貿易不均衡をモデルに導入するとレオンチェフの逆説が解消されることを示している研究もある[10]。彼はまた、準相似 (quasi-homothetic) な選好やアーミントン型の自国バイアスを導入してもレオンチェフの逆説を解消することはできないとしている。